# Daddy Cool (musikal)
Daddy Cool är en brittisk musikal baserad på musik från dels Boney M, dels annan musik producerad av Frank Farian och de artister som hör ihop med honom. Musikalens namn kommer av Boney M:s stora genombrottshit med samma namn. Musikalen hade premiär den 17 september 2006 på Shaftesbury Theatre i London.